# Imevisión
A Instituto Mexicano de la Televisión (Instituto Mexicano de Televisão), conhecido comercialmente como Imevisión em 1985, foi uma emissora pública e agência do governo federal mexicano. No seu auge, a Imevisión era responsável por duas redes de televisão nacionais e canais locais adicionais na Cidade do México, Chihuahua, Ciudad Juárez, Guadalajara, Mexicali, Tijuana e Monterrei. 
A Imevisión era gestora dos canais Red Nacional 13, Red Nacional 7 e Canal 22. Durante o sismo de 1985 na Cidade do México, a Imevisión foi o único canal que continuou no ar após os tremores atingirem as antenas e instalações da Televisa. O canal também foi o primeiro a cobrir ao vivo e dar informações sobre todos os danos causados pelo desastre.
À medida que o governo mexicano caminhava para a privatização e em meio à questões sobre a sustentabilidade financeira da empresa, a maior parte da Imevisión foi vendida em 1992 para um grupo liderado por Ricardo Salinas Pliego , que passou a ser conhecido como Televisión Azteca. O governo continuou gerindo uma das estações locais da Imevisión, na Cidade do México, que passou a se chamar Canal 22, um canal cultural mantido pela Secretaria da Cultura.